# TAF8
TAF8 (англ. TATA-box binding protein associated factor 8) – білок, який кодується однойменним геном, розташованим у людей на короткому плечі 6-ї хромосоми. Довжина поліпептидного ланцюга білка становить 310 амінокислот, а молекулярна маса — 34 262.
| 10         |  | 20         |  | 30         |  | 40         |  | 50         |
| ---------- |  | ---------- |  | ---------- |  | ---------- |  | ---------- |
| MADAAATAGA |  | GGSGTRSGSK |  | QSTNPADNYH |  | LARRRTLQVV |  | VSSLLTEAGF |
| ESAEKASVET |  | LTEMLQSYIS |  | EIGRSAKSYC |  | EHTARTQPTL |  | SDIVVTLVEM |
| GFNVDTLPAY |  | AKRSQRMVIT |  | APPVTNQPVT |  | PKALTAGQNR |  | PHPPHIPSHF |
| PEFPDPHTYI |  | KTPTYREPVS |  | DYQVLREKAA |  | SQRRDVERAL |  | TRFMAKTGET |
| QSLFKDDVST |  | FPLIAARPFT |  | IPYLTALLPS |  | ELEMQQMEET |  | DSSEQDEQTD |
| TENLALHISM |  | EDSGAEKENT |  | SVLQQNPSLS |  | GSRNGEENII |  | DNPYLRPVKK |
| PKIRRKKSLS |  |            |  |            |  |            |  |            |

A: Аланін

C: Цистеїн

D: Аспарагінова кислота

E: Глутамінова кислота

F: Фенілаланін

G: Гліцин

H: Гістидин

I: Ізолейцин

K: Лізин

L: Лейцин

M: Метіонін

N: Аспарагін

P: Пролін

Q: Глутамін

R: Аргінін

S: Серин

T: Треонін

V: Валін

Кодований геном білок за функціями належить до білків розвитку, фосфопротеїнів. 
Задіяний у таких біологічних процесах, як транскрипція, регуляція транскрипції, диференціація клітин, ацетилювання, альтернативний сплайсинг. 
Локалізований у цитоплазмі, ядрі.